# Ray Price
Ray Price, właśc. Ray Noble Price (ur. 12 stycznia 1926 w Perryville, Teksas, zm. 16 grudnia 2013 w Mount Pleasant, Teksas) – amerykański piosenkarz country, autor tekstów i gitarzysta.
Karierę muzyczną rozpoczął w 1948 roku, w Abilene śpiewając dla radia KYYW. Międzynarodową sławę zdobył w 1954 za sprawą piosenki Release me, która w latach późniejszych była wykonywana przez wielu innych piosenkarzy m.in. Engelberta Humperdincka.
Zmarł na raka trzustki.